# Open GDF SUEZ de Biarritz 2012
L'Open GDF SUEZ de Biarritz 2012 è stato un torneo professionistico di tennis femminile giocato sulla terra rossa. È stata la 10ª edizione del torneo, che fa parte dell'ITF Women's Circuit nell'ambito dell'ITF Women's Circuit 2012. Si è giocato a Biarritz in Francia dal 9 al 15 luglio 2012.

## Partecipanti

### Teste di serie
| Nazionalità | Giocatrice         | Ranking* | Testa di serie |
| ----------- | ------------------ | -------- | -------------- |
| Francia     | Pauline Parmentier | 70       | 1              |
| Paesi Bassi | Arantxa Rus        | 72       | 2              |
| Francia     | Mathilde Johansson | 81       | 3              |
| Lussemburgo | Mandy Minella      | 83       | 4              |
| Svizzera    | Romina Oprandi     | 87       | 5              |
| Francia     | Virginie Razzano   | 91       | 6              |
| Rep. Ceca   | Eva Birnerová      | 106      | 7              |
| Italia      | Alberta Brianti    | 113      | 8              |

- Ranking al 25 giugno 2012.

### Altre partecipanti
Giocatrici che hanno ricevuto una wild card:
- Kristina Mladenovic

Giocatrici che sono passate dalle qualificazioni:
- Ulrikke Eikeri
- Mervana Jugić-Salkić
- Patrycja Sanduska
- Sofia Shapatava
- Angelina Gabueva (lucky loser)
- Amandine Hesse (lucky loser)

## Campionesse

### Singolare
- Romina Oprandi ha battuto in finale  Mandy Minella con il punteggio di 7–5, 7–5

### Doppio
- Séverine Beltrame /  Laura Thorpe hanno battuto in finale  Lara Arruabarrena Vecino /  Mónica Puig con il punteggio di 6–2, 6–3